# Apoplanesia paniculata
Apoplanesia paniculata – gatunek drzew z rodziny bobowatych. Występuje w Ameryce Centralnej na obszarze od Kostaryki po południowy i wschodni Meksyk. Uprawiany jest jako roślina ozdobna. Z kory pozyskiwany jest żółty barwnik. Ważna roślina miododajna. Bardzo twarde drewno wykorzystywane jest do wyrobu mebli, w rzemieślnictwie, a także do wytwarzania łuków.

## Morfologia
PokrójDrzewo osiągające do 10 m wysokości.
LiścieSkrętoległe, nieparzystopierzaste, listki jajowate lub eliptyczne, całobrzegie, długości do 7 cm, na wierzchołku zaokrąglone. Za młodu omszone, ale szybko łysiejące.
KwiatyDrobne, obupłciowe, zebrane w gęste grona skupione po kilka na końcach pędów.
OwocJednonasienny strąk z trwałym i przylegającym do niego kielichem.